# August Sørensen
August Emanuel Sørensen  (15. november 1896, Helsingør – 1. marts 1979, Frederiksberg) var en dansk buntmager og atlet medlem af Københavns IF. 
Han deltog i OL 1920 i Antwerpen hvor han nåede kvartfinalerne på på 100 (11,3) og 200 meter (23,8). Han indgik også i det danske 4 x 100 meter hold som blev nummer fem (43,3).

## Danske mesterskaber
- Sølv 1920 100 meter
- Sølv 1920 200 meter
- Guld 1919 400 meter
- Sølv 1919 100 meter
- Sølv 1919 200 meter
- Sølv 1918 100 meter

## Personlige rekorder
- 100 meter: 10.9 Østerbro 29. september 1918
- 200 meter: 22.8 Østerbro 17. juli 1920
- 400 meter: 51.6 1920
- Længdespring: 6.15 Østerbro 8. september 1918